# Caryophyllia cyathus
Caryophyllia cyathus är en korallart som först beskrevs av Ellis och Daniel Solander 1786.  Caryophyllia cyathus ingår i släktet Caryophyllia och familjen Caryophylliidae. Inga underarter finns listade i Catalogue of Life.